# Les Tuffes
Les Tuffes – kompleks skoczni narciarskich ulokowanych we francuskiej miejscowości Prémanon. Kompleks zbudowany został w 1953 roku i dotychczas dokonano dwóch przebudowań w latach 1976 oraz 2017.
Pierwsze zawody na skoczni odbyły się w 1954 roku. Podczas pierwszej przebudowy dobudowano kolejne obiekty do istniejącej już skoczni o punkcie konstrukcyjnym ulokowanym na 70 metrze. W Prémanon sporadycznie organizowano konkursy o mistrzostwo kraju, a od sezonu 2018/2019 skocznie były gospodarzem Pucharu Świata kobiet w skokach narciarskich.

## Skocznia K-81

### Dane skoczni
- Punkt konstrukcyjny: 81 m
- Wielkość skoczni (HS): 90 m
- Długość najazdu: 68,9 m
- Nachylenie najazdu: 35°
- Długość progu: 5,7 m
- Nachylenie progu: 11°
- Wysokość progu: 2,4 m
- Nachylenie zeskoku: 37°

### Rekordziści skoczni

#### Rekordy Letnie
| Mężczyźni | Mężczyźni  | Mężczyźni        | Mężczyźni |
| Lp.       | Data       | Zawodnik         | Odległość |
| --------- | ---------- | ---------------- | --------- |
| 1.        | 05.10.2008 | Sébastien Avoine | 87,0 m    |

| Kobiety | Kobiety    | Kobiety        | Kobiety   |
| Lp.     | Data       | Zawodniczka    | Odległość |
| ------- | ---------- | -------------- | --------- |
| 1.      | 19.08.2012 | Anais Geoffray | 68,5 m    |

#### Rekordy Zimowe
| Mężczyźni | Mężczyźni  | Mężczyźni           | Mężczyźni |
| Lp.       | Data       | Zawodnik            | Odległość |
| --------- | ---------- | ------------------- | --------- |
| 1.        | 30.03.2008 | Jason Lamy Chappuis | 88,5 m    |
| 2.        | 30.03.2018 | Ronan Lamy Chappuis | 89,0 m    |
| 3.        | 30.03.2018 | Jonathan Learoyd    | 93,5 m    |

| Kobiety | Kobiety    | Kobiety           | Kobiety   |
| Lp.     | Data       | Zawodniczka       | Odległość |
| ------- | ---------- | ----------------- | --------- |
| 1.      | 27.01.2013 | Marie Hoyau       | 63,0 m    |
| 2.      | 24.03.2013 | Julia Clair       | 68,0 m    |
| 3.      | 24.03.2013 | Léa Lemare        | 69,5 m    |
| 4.      | 24.03.2013 | Coline Mattel     | 72,0 m    |
| 5.      | 24.03.2013 | Julia Clair       | 73,5 m    |
| 6.      | 24.03.2013 | Léa Lemare        | 74,0 m    |
| 7.      | 24.03.2013 | Coline Mattel     | 74,0 m    |
| 8.      | 30.03.2018 | Océane Paillard   | 74,5 m    |
| 9.      | 30.03.2018 | Julia Clair       | 84,0 m    |
| 10.     | 30.03.2018 | Léa Lemare        | 85,0 m    |
| 11.     | 30.03.2018 | Lucile Morat      | 86,0 m    |
| 12.     | 14.12.2018 | Ema Klinec        | 91,5 m    |
| 13.     | 15.12.2018 | Katharina Althaus | 94,5 m    |

## Skocznia K-45

### Dane skoczni
- Punkt konstrukcyjny: 47 m
- Wielkość skoczni (HS): 45 m
- Długość najazdu: 50 m
- Nachylenie najazdu: 32,5°
- Długość progu: 4,5 m
- Nachylenie progu: 10°
- Wysokość progu: 1,4 m
- Nachylenie zeskoku: 35°

### Rekordziści skoczni

#### Rekordy  Letnie
| Mężczyźni | Mężczyźni  | Mężczyźni        | Mężczyźni |
| Lp.       | Data       | Zawodnik         | Odległość |
| --------- | ---------- | ---------------- | --------- |
| 1.        | 15.09.2012 | Tom Guglielmetti | 49,0 m    |

| Kobiety | Kobiety    | Kobiety      | Kobiety   |
| Lp.     | Data       | Zawodniczka  | Odległość |
| ------- | ---------- | ------------ | --------- |
| 1.      | 15.09.2012 | Lucile Morat | 41,0 m    |